# Latone et les paysans lyciens
Latone et les paysans lyciens est un épisode des mythologies grecque et romaine, repris notamment dans les Métamorphoses d'Ovide.
Latone (Léto pour les Grecs), mère d’Apollon et de Diane (Artémis pour les Grecs), poursuivie par la colère de Junon en raison de ses relations illicites avec Jupiter, s’est retrouvée assoiffée sur les marges d’un fleuve en Lycie. Les paysans de ce pays voulant l’empêcher de s’abreuver, elle les a transformés en grenouilles. Cette métamorphose, racontée par Nicandre de Colophon et Antoninus Liberalis, réécrite par Ovide, a obtenu une immense fortune depuis le Moyen Âge, mais particulièrement aux XVIIe et XVIIIe siècles. On peut en juger par ses innombrables représentations, d’abord sous forme d’enluminures, de gravures illustrant les successives et nombreuses éditions des Métamorphoses d’Ovide, ainsi que par de nombreuses peintures (voir ci-dessous), des faïences, tapisseries et même des fontaines car une histoire d’eau s’y prêtait à merveille.

## Peinture

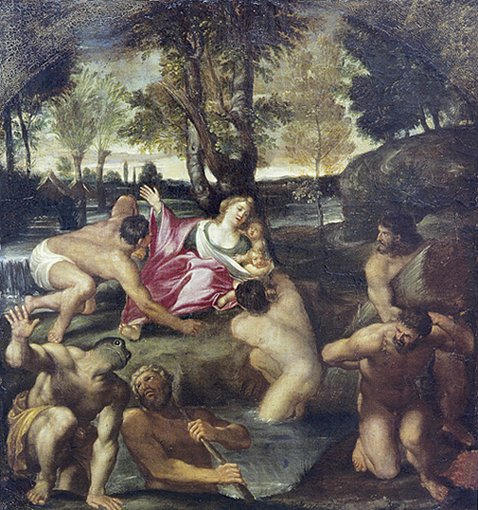
Francesco Albani, musée des beaux-arts, Dole

Portant ses deux enfants dans les bras, la Latone de Tintoretto domine en position debout les paysans qui se retrouvent accroupis, pataugeant dans l’eau.
Telle une sorcière faisant un geste magique, Latone et les paysans en voie de transformation ne sont que des détails qu’il faut rechercher à l’intérieur du paysage imaginaire de Roelandt Savery.
Encerclée par des individus athlétiques, la Latone de Francesco Albani fait un geste in extremis destiné à se protéger et à sauver ses enfants. De manière similaire à la composition de Roelandt Savery, une végétation luxuriante entoure Latone, confrontée avec des paysans menaçants mais déjà rendus inoffensifs par leur métamorphose.
La belle composition d’Antonio Carracci confronte une Latone au sein dénudé aux paysans ébahis sur un fond d’une végétation éparse au bord d’une rivière.
Les paysans du tableau de David Teniers le Jeune brandissent des haches face à une Latone séraphique qui invoque les anges du ciel.
Ultérieurement, on va assister à l’apparition de compositions plus théâtrales, au goût de l’époque, en particulier celles de Johann Georg Platzer, et de Johann Baptist Zimmermann.

## Musique
La symphonie numéro 5 de Karl Ditters von Dittersdorf est une musique à programme illustrant le thème des paysans lyciens, parmi un cycle de symphonies consacrées aux Métamorphoses d'Ovide.

## Fontaines
Le parterre de Latone est un élément central des jardins du château de Versailles, réalisé par André Le Nôtre en 1666 et remanié par Jules Hardouin-Mansart entre 1687 et 1689. La statuaire du bassin reprend les éléments du mythe de Latone pour personnifier la vengeance royale de Louis XIV envers les nobles révoltés pendant l'épisode de la Fronde.
Le bassin versaillais sert d'inspiration à un autre bassin de Latone construit en Espagne dans les années 1720-1730 dans les jardins du palais royal de la Granja à la demande de Philippe V, petit-fils de Louis XIV.

## Sources
- Ovide, Métamorphoses [détail des éditions] [lire en ligne]
- Ovide, Bernard Salomon, La Métamorphose d'Ovide figurée, 1564, (p. 37)